# Фратини, Ренцо
Ренцо Фратини (итал. Renzo Fratini; род. 25 апреля 1944, Урбисалья, королевство Италия) — итальянский прелат и ватиканский дипломат. Титулярный архиепископ Ботрианы с 7 августа 1993. Апостольский про-нунций в Пакистане с 7 августа 1993 по 8 августа 1998. Апостольский нунций в Индонезии с 8 августа 1998 по 27 января 2004. Апостольский нунций в Восточном Тиморе с 24 июня 2003 по 27 января 2004. Апостольский нунций в Нигерии с 27 января 2004 по 20 августа 2009. Апостольский нунций в Испании и Андорре с 20 августа 2009 по 4 июля 2019.